# Composto organico

Il metano il composto organico più elementare

Si definisce composto organico un composto in cui uno o più atomi di carbonio sono uniti tramite legame covalente ad atomi di altri elementi (principalmente idrogeno, ossigeno, azoto). Tra i pochi composti del carbonio non classificati come "organici" si annoverano i carburi, i carbonati e i cianuri.
Un'altra definizione diffusa considera "organico" qualsiasi composto del carbonio in cui questo elemento abbia numero di ossidazione inferiore a +4. Sono pertanto esclusi il biossido di carbonio, l'acido carbonico e i suoi sali, ovvero i bicarbonati e i carbonati. Anche il monossido di carbonio, benché abbia nella sua molecola un atomo carbonio con numero di ossidazione inferiore a +4 e quindi possa essere incluso nella definizione, è considerato un composto inorganico. Tuttavia,   la stessa urea, che è stato il primo composto organico sintetizzato da materiali inorganici, ha un atomo di carbonio con numero di ossidazione +4; lo stesso si può dire per il tetracloruro di carbonio e i più semplici clorofluorocarburi, considerati composti organici.

## Storia
L'aggettivo "organico" ha origini storiche; anticamente si pensava infatti che le sostanze estratte da tessuti provenienti da organismi viventi, vegetali o animali, possedessero proprietà peculiari derivanti proprio dalla loro origine "organica" e che quindi non potessero essere sintetizzate o che i loro equivalenti sintetici fossero diversi per la mancanza di queste particolari proprietà. La sintesi in laboratorio dell'urea nel 1828 da parte del chimico tedesco Friedrich Wöhler e la constatazione che l'urea sintetica ha le medesime proprietà chimico-fisiche di quella estratta dall'urina fecero cadere questo assunto e portarono alla nascita della chimica organica (1831) e alla definizione di "composto organico" in uso (1861).

## Classificazione dei composti organici
In generale i composti organici sono costituiti da uno scheletro di carbonio e idrogeno legante qualche eteroatomo che può essere: ossigeno, azoto, zolfo, fosforo, silicio.

Nelle strutture di questi composti si trovano dei gruppi ricorrenti di atomi e legami che conferiscono alla molecola proprietà e reattività tipiche. Tali gruppi vengono detti "gruppi funzionali" e i composti vengono suddivisi in classi a seconda del gruppo o dei gruppi che la molecola presenta. Questo tipo di suddivisione prende il nome di "sistematica organica".